# Herb gminy Dalików
Herb gminy Dalików – symbol gminy Dalików.

## Wygląd i symbolika
Herb przedstawia na tarczy w polu czerwonym sosnę barwy naturalnej, o trzech konarach i pięciu korzeniach. Całość zwieńczona jest klejnotem. Jest to herb Godziemba, zgodnie z wzorem z Herbarza Kacpra Niesieckiego. 